# Istraživačko novinarstvo
Istraživačko novinarstvo označava oblik novinarstva. Objavljivanjima iz te vrste novinarstva prethodi dugotrajno, detaljno i sveobuhvatno istraživanje. Teme su obično dolaze s područja skandaloznih događaja iz politike ili gospodarstva.
Neki od tih novinara kao tzv. četvrta sila igraju u demokratskim državama važnu ulogu u kontroli državnih organa ili gospodarskih skupina.